# Luca Avagliano
Luca Avagliano (Prato, 31 dicembre 1982) è un attore e sceneggiatore italiano.

## Biografia
Si è formato professionalmente presso la Scuola di Teatro Laboratorio Nove al Teatro della Limonaia di Sesto Fiorentino, per poi diplomarsi come attore all'Accademia Nazionale d'Arte Drammatica Silvio d'Amico. Ha inoltre approfondito i suoi studi tramite numerosi seminari con maestri di rilievo, tra cui Anna Marchesini, Paolo Rossi e Danio Manfredini.
Nel teatro, vanta un'ampia e prolifica carriera che lo vede impegnato sia come attore sia come regista e autore. Tra i suoi ruoli più significativi spiccano quelli in produzioni come Walking Therapie del Teatro della Pergola e di Rifredi; Un sabato, con gli amici (2025), adattamento dall'omonimo romanzo di Andrea Camilleri; Polvere di Bagdad, al fianco di Massimo Ranieri per la regia di Maurizio Scaparro; The Kitchen di Arnold Wesker e Nemico di Classe di Nigel Williams per la The Kitchen Company; Ubu Re di Alfred Jarry e La Guerra dei Mondi con la compagnia Kanterstrasse. Come autore e regista, ha scritto e diretto diverse opere, tra cui Niente Panico*, recital comico portato in scena dal 2016 al 2023, e, insieme a Gregory Eve, il musical Cinicittà. Ha inoltre tradotto, messo in scena e interpretato Generali a merenda di Boris Vian.
Nel cinema, ha recitato in film come Sono Tornato (2018) di Luca Miniero, La Befana vien di notte (2018) di Michele Soavi, Lasciati Andare (2017) di Francesco Amato, Ci Vediamo Domani (2013) di Andrea Zaccariello e Dieci Inverni (2009) di Valerio Mieli.
Per quanto riguarda la televisione, Avagliano ha preso parte a diverse serie e film TV. Tra i suoi ruoli più recenti figurano quelli in Il Metodo Fenoglio (2023), DOC (2020), Imma Tataranni - Sostituto Procuratore (2019) e Don Matteo 11 (2018). È stato inoltre nel cast fisso della sitcom Ombrelloni (2013) in onda su Rai 2.
Ha ricevuto diversi riconoscimenti, tra cui il Premio Solinas EXPERIMENTA SERIE nel 2021 come sceneggiatore, insieme a Gregory Eve, per il mockumentary L’Effetto Dorothy, e il premio al Galà del Cinema e della Fiction in Campania nel 2013 per la sua interpretazione in Ombrelloni.

## Filmografia

### Cinema
- Sono tornato, regia di Luca Miniero (2018)
- La Befana vien di notte, regia di Michele Soavi (2018)
- Il tuttofare, regia di Valerio Attanasio (2018)
- Ci vediamo domani, regia di Andrea Zaccariello (2013)
- Dieci inverni, regia di Valerio Mieli (2009)
- Il grande sogno, regia di Michele Placido (2009)

### Televisione
- L'Effetto Dorothy, regia di Valerio Attanasio (2024)
- Il metodo Fenoglio - L'estate fredda, regia di Alessandro Casale - serie TV, 3 episodi (2023)
- DOC - Nella tue mani, regia di Jan Maria Michelini, Ciro Visco - serie TV (2020)
- Imma Tataranni - Sostituto procuratore, regia di Francesco Amato - serie TV, episodio 1x03 (2019)
- Don Matteo - serie TV  (2018)
- Fabrizio De André - Principe libero, regia di Luca Facchini - mini serie TV (2017)
- Ombrelloni, regia di Riccardo Grandi - serie TV (2013)
- R.I.S. Roma 2 - Delitti imperfetti, regia di Francesco Micciché - serie TV, episodio 2x03 (2011)

### Streaming
- 140 secondi, regia di Valerio Bergesio - Webserie, 3 episodi (2016)
- Non c'è Problema, regia di Luca Ravenna, Sebastiano Facco - Webserie (2015)

### Cortometraggi
- Super Jesus, regia di Vito Palumbo (2022)
- Sullo Stress del Piccione, regia di Giovanni Anzaldo, Luca Di Prospero (2016)
- Polvere Siamo, regia di Lorenzo Donnini (2016)
- La Gamba, regia di Salvatore Allocca (2016)

### Autore
- L'Effetto Dorothy, regia di Valerio Attanasio (2024)

### Premi
- Premio Solinas Experimenta Serie per L'Effetto Dorothy (2021)
- Galà del Cinema e della Fiction in Campania per Ombrelloni (2013)

## Teatro

### Interprete
- Walking Therapie, regia di Nicholas Buysse, Fabio Zenoni, Fabrice Murgia (2018-2026) - Teatro della Pergola, Teatro di Rifredi
- Un sabato, con gli amici, regia di Marco Grossi (2025) - Fondo Andrea Camilleri, Malalingua Teatro
- Molière, regia di Manu Lalli (2023-2024) - Teatro della Pergola, VentiLucenti
- La stagione dei Fiori (Una piccola Boheme) (2023-2024) - Teatro del Maggio Musicale Fiorentino, VentiLucenti
- The (Van) Beethoven Game, regia di Manu Lalli (2023-2024) - Teatro del Maggio Musicale Fiorentino, VentiLucenti
- Niente Panico*, regia di Luca Avagliano (2016-2023) - Kanterstrasse Teatro
- La Sposa Cadavere, regia di Gregory Eve (2016-2023) - MagnoProg
- Sotto Attacco! Una guerra dei Mondi, regia Simone Martini (2019-2020) - Kanterstrasse
- Ubu Re, regia Simone Martini (2018-2020) - Kanterstrasse
- I Promessi Sposi, regia Simone Martini (2018-2020) - Kanterstrasse
- Sullo Stress del Piccione, regia Giovanni Anzaldo (2014-2018) - Sycamore
- La festa d'Ognissanti, regia Marco Grossi (2017-2025) - Teatri del Sacro, Malalingua Teatro
- Stand Up Boccaccio, regia Luca Avagliano (2016-2017) - Kanterstrasse
- Il Borghese Gentiluomo, regia Simone Martini (2013-2014) - Kanterstrasse
- Tokyo!, regia collettiva (2012-2013) - Disgraziati Cialtroni e Buffoni senza Corte, Teatro Studio Uno
- Generali a Merenda, regia di Luca Avagliano (2011-2012) - TKC
- Polvere di Bagdad, regia Maurizio Scaparro (2011-2012) - Biennale di Venezia, Compagnia Italiana
- Nemico di Classe, regia Massimo Chiesa (2009-2012) - TKC
- Un piccolo gioco senza conseguenze, regia Eleonora D'Urso (2009-2011) - TKC
- The Kitchen, regia Massimo Chiesa (2008-2011) - TKC

### Autore
- Niente Panico* vaneggiamenti di un patafisico involontario - autore e interprete
- Cinicittà, un musical? - scritto con Gregory Eve
- Ne La festa d'Ognissanti, autore e interprete del monologo "San Simeone lo Stilita"